# Mieczysław Abramowicz
Mieczysław Abramowicz (ur. 24 maja 1952 w Gdańsku) – polski pisarz i historyk teatru, reżyser teatralny.

## Życiorys
Ukończył III Liceum Ogólnokształcące im. Bohaterów Westerplatte w Gdańsku. Absolwent Wydziału Reżyserii Teatru Lalek Państwowej Wyższej Szkoły Teatralnej, filia w Białymstoku. Doktor nauk humanistycznych (Uniwersytet Gdański, 2021).
Nominowany do Nagrody Literackiej Nike i Nagrody Literackiej Gdynia. Na podstawie jednego z opowiadań Ulica Sieroca Polskie Radio Gdańsk nagrało słuchowisko, nagrodzone na sopockim festiwalu „Dwa Teatry” w 2005 roku. Nominowany za Każdy przyniósł, co miał najlepszego do nagrody Angelus. 
Autor wielu prac naukowych i publicystycznych dotyczących historii Gdańska, publikowanych m.in. w miesięczniku „30 dni”. Autor  fundamentalnej pracy Teatr żydowski w Gdańsku 1876–1968 (Gdańsk 2022).
Jest także rzecznikiem prasowym filii Związku Gmin Wyznaniowych Żydowskich w Gdańsku.
Pracował jako kustosz w Muzeum Opowieści (Nadbałtyckie Centrum Kultury) oraz Dziale Teatralnym Muzeum Narodowego w Gdańsku.

## Nagrody
- Nagroda Miasta Gdańska w Dziedzinie Kultury (1998)[7]
- Pomorska Nagroda Artystyczna (2004, 2005)[3][8]
- Nagroda Miasta Gdańska w Dziedzinie Kultury „Splendor Gedanensis” za tom opowiadań Każdy przyniósł, co miał najlepszego (2006)[7]
- Nagroda Artystyczna Gdańskiego Towarzystwa Przyjaciół Sztuki w dziedzinie prozy (2006)[8]
- Nagroda Prezydenta Miasta Gdańska w Dziedzinie Kultury za całokształt twórczości oraz z okazji jubileuszu 20-lecia Stowarzyszenia Pisarzy Polskich (2010)[9]
- „Radiowa Osobowość Roku 2010” Radia Gdańsk (2010)
- Pomorska Nagroda Literacka „Wiatr od morza” za Całokształt Pracy Literackiej (2023)[10]